# Caenocidaris
Caenocidaris is een geslacht van uitgestorven zee-egels uit de familie Psychocidaridae.

## Soorten
- Caenocidaris cucumifera (Agassiz, 1840) † - Aalenien, Bajocien, West-Europa.
- Caenocidaris pacomei (Cotteau, 1884) † - Aalenien, West-Europa.
- Caenocidaris wrightii (Desor, 1857) † - Aalenien, Engeland.
- Caenocidaris ankarensis Lambert, 1936 † - Bajocien, Madagaskar.
- Caenocidaris yeovilensis Wright, 1858 † - Aalenien, Engeland.